# Eagle Mk1
Eagle Mk1 (tudi Eagle T1G) je dirkalnik Formule 1 konstruktorja All American Racers, ki je bil v uporabi med sezonama 1966 in 1969, ko so z njim dirkali Dan Gurney, Phil Hill in Bruce McLaren. Zasnoval ga je Len Terry za moštvo Dana Gurneya, Anglo American Racers. Moštvo ga je prvič predstavilo na začetku sezone 1966 in je veljal za enega estetsko najlepših dirkalnikov. Na začetku ga je poganjal 2.7L L4 motor Coventry Climax, dirkalnik pa je bil zasnovan okrog motorja 3.0L Gurney-Weslake V12, ki je bil pripravljen na peti dirki sezone. S šefom moštva Gurneyem za volanom, je Eagle Mk1 dosegel edino zmago na dirki za Veliko nagrado Belgije 1967, s čimer je postal Dan Gurney takrat drugi dirkač, do danes pa eden treh, ki mu je uspelo zmagali na dirki Formule 1 z dirkalnikom lastne konstrukcije. Ta zmaga je še vedno edina zmaga v Formuli 1, ki jo je dosegel ameriški dirkalnik.

## Zasnova
Kot uspešen dirkač v več kategorijah, je Dan Gurney v Formuli 1 dirkal od začetka šestdesetih let. V moštvu Brabham se je spoznal z več pomembnimi osebnostmi dirkaškega športa in finančniki v ZDA, tudi Carrollom Shelbyjem, s katerimi je ustanovil družbo All American Racers. Zgledoval se je po uspešnih moštvih Jacka Brabhama in Bruca McLarna. Ker je najprimernejši kraj za tovarno konstruktorja dirkalnikov Formule 1 v Združenem kraljestvu, je AAR tam ustanovila hčerinsko družbo Anglo American Racers, medtem ko imela sama družba sedež v ZDA.
Da bi izpolnil cilj zmagovanja tako v Formuli 1, kot tudi ameriški seriji Champ Car, je AAR najel nekdanjega inženirja Lotusa Lena Terryja. Njegova naloga je bila, da naredi šasijo, ki bo primerna tako za zavita dirkališča Formule 1, kot tudi hitra ovalna dirkališča ameriških serij. Terry je bil izbran za to nalogo tudi, ker je njegov dirkalnik Lotus 38 pred kratkim zmagal na dirki Indianapolis 500 1965
Zasnova dirkalnika Mk1 in njegove različice za serije Indy Mk2, je tesno sledila dirkalniku Lotus 38 z aluminijasto školjko in namestitvijo motorja za dirkačem. Linije šasije so bile čiste in elegantne, dirkalnik pa imel značilno hladilno odprtino spredaj. Vzmetenje je bilo nameščeno direktno na školjko in je bilo razmeroma konzervativno, enojno wishbone. Mk1 je bil razvit okrog prihajajočega motorja Weslake V12, ki ga je razvil Aubrey Woods, medtem ko je zelo podobno šasijo Mk2 poganjal motor Ford V8.
Štiri šasije Mk2 s Fordovimi motorji so bile pripravljene za dirko Indianapolis 500 1966, medtem kot motorji Weslake V12 še niso bili pripravljeni do začetka sezone 1966 Formule 1. Tako so morali na prvih štirih dirkah sezone nastopiti s starejšimi motorji Coventry Climax L4 FPF. Ko pa so bili motorji Weslake nared, pa se je dirkalnik izkazal za zelo konkurenčnega, a tudi nezanesljivega. Motor V12, ki je dosegal visoke obrate, je bil zgrajen z zastarelimi orodji, zato sta bila tolerance in zamenljivost delov slaba. Kljub temu pa je bil Weslake  dober motor, ki je lahko razvil moč 360 KM že v prvi različici. Do konca sezone 1967 pa že prek 400 KM, tako da se je lahko meril s Ferrarijevimi V12, Hondinimi V12 in novimi Cosworth DFV V8.
Tri šasije Mk1 so bile narejene iz aluminija, četrta pa je bila narejena iz bolj eksotičnih materialov. Zanjo je bilo porabljenega veliko titana in magnezijevih plošč. Zaradi tega je bila šasija s številko 104 imenovana Ti-Mag Car. Gurney se je zavedal nevarnosti v dirkanju s tem dirkalnikov, ker je bil narejen iz visoko gorljivih materialov. Po tem ko je videl, kako je Jo Schlesser v takem dirkalniku zgorel do smrti na dirki za Veliko nagrado Francije 1968, je primerjal dirkanje s tem dirkalnikom kot »dirkanje v vžigalniku«.

## Dirkaška zgodovina
Eagle Mk1 je debitiral na drugi dirki sezone 1966 za Veliko nagrado Belgije z le enim dirkalnikom, s katerim je dirkal Dan Gurney. Dirkalnik je naredil predvsem vtis zaradi svoje oblike in obarvanja, toda prve dirke mu ni uspelo dokončati. Na dirk za Veliko nagrado Italije je Gurney z novim motorjem V12 že dobil občutek za nov dirkalnik, Phil Hill pa se še s starejšim motorjem Climax ni uspel kvalificirati na dirko. Toda Gurney je ponovno odstopil, je pa dvakrat v sezoni osvojil točke, za peti mesti na dirkah za Veliko nagrado Francije in Veliko nagrado Mehike, obakrat z motorjem Climax.
Za sezono 1967 so motorje Climax dokončno opustili, tako da so vsi dirkalniki dirkali z Weslakovimi V12. Na neprvenstveni dirki Race of Champions je Gurney dosegel prvo zmago dirkalnika, toda sezona se je za vse dirkače moštva izkazala za polno razočaranja. Namreč Gurney in občasno Bruce McLaren sta se kvalificirala v prvi dve štartni vrsti in bila na začetku dirke v odličnem položaju, toda Gurneyju je le dvakrat uspelo dirko končati. To je bilo na dirki za Veliko nagrado Belgije, kjer je s šasijo 104 zmagal, in Veliko nagrado Kanade, kjer je bil tretji.
V sezoni 1968 je Anglo American Racers kljub uspehom na dirkah začelo zmanjkovati denarja. Razvoj dirkalnika Eagle Mk1 je bil tako ustavljen, nekaj denarja so namenili le nasledniku Eagle Mk6. Kljub temu je Gurney v prvi polovici sezone vztrajal z zastarelimi dirkalniki, toda po seriji odstopov in le enem devetem mestu je postalo jasno, da je dirkalnik premalo zanesljiv, zaradi motorja V12 pa je bil eden najdražjih za vzdrževanje, zato je AAR kupil dirkalnik McLaren M7A. In s tem dirkalnikom je Gurney dosegel prvo uvrstitev med dobitnike točk v karieri. Ob koncu sezone je AAR končal s projektom dirkanja v Formuli 1 in se posvetil le dirkanju v ameriški seriji USAC.
Zadnjič je Eagle Mk1 v Formuli 1 nastopil na dirki za Veliko nagrado Kanade v sezoni 1969 s šasijo 101, ko je bil Al Pease diskvalificiran, ker je bil prepočasen.
Šasija Mk1/Mk2 je bila še naprej uporabljena v ameriškem prvenstvu USAC do začetka sedemdesetih let. Na dirkalnik so dodajali nova krilca in ostale aerodinamične dodatke, tudi znani Gurney flap, zato dirkalnik ni bil več med estetsko najlepšimi.

## Ime dirkalnika
Čeprav je dirkalnik običajno imenovan T1G, je Dan Gurney povedal, da to nikoli ni bila uradna oznaka. Namesto tega je bil dirkalnik preprosto Eagle Mark 1, ali krajše Eagle Mk1. Štiri šasije so bile oštevilčene s 101, 102, 103 in 104 (Ti-Mag car). Model za Indianapolis je bil Mk2, naslednji dirkalniki pa tako Mk3 in Mk4. Mk5 naj bi bila šasija za Formulo Atlantic, toda projekt je bil ustavljen, Mk6 pa naj bi bil naslednik šasije Mk1 za Formulo 1. Kasneje pa je moštvo v ameriških serijah dirkalnike označevalo po letnicah.

## Popolni rezultati Formule 1
(legenda) (odebeljene dirke pomenijo najboljši štartni položaj, poševne pa najhitrejši krog)
| Leto | Moštvo            | Motor                 | Gume | Dirkači             | 1   | 2   | 3   | 4   | 5   | 6   | 7   | 8   | 9   | 10  | 11  | 12  | Toč | Prv |
| ---- | ----------------- | --------------------- | ---- | ------------------- | --- | --- | --- | --- | --- | --- | --- | --- | --- | --- | --- | --- | --- | --- |
| 1966 | Eagle             | Climax L4 Weslake V12 | G    |                     | MON | BEL | FRA | VB  | NIZ | NEM | ITA | ZDA | MEH |     |     |     | 4   | 7.  |
| 1966 | Eagle             | Climax L4 Weslake V12 | G    | Dan Gurney          |     | Ret | 5   | Ret | Ret | 7   | Ret | Ret | 5   |     |     |     | 4   | 7.  |
| 1966 | Eagle             | Climax L4 Weslake V12 | G    | Bob Bondurant       |     |     |     |     |     |     |     |     |     | DSQ | Ret |     | 4   | 7.  |
| 1966 | Eagle             | Climax L4 Weslake V12 | G    | Phil Hill           |     |     |     |     |     |     | DNQ |     |     |     |     |     | 4   | 7.  |
| 1967 | Eagle             | Climax L4 Weslake V12 | G    |                     | JAR | MON | NIZ | BEL | FRA | VB  | NEM | KAN | ITA | ZDA | MEH |     | 13  | 7.  |
| 1967 | Eagle             | Climax L4 Weslake V12 | G    | Dan Gurney          | Ret | Ret | Ret | 1   | Ret | Ret | Ret | 3   | Ret | Ret | Ret |     | 13  | 7.  |
| 1967 | Eagle             | Climax L4 Weslake V12 | G    | Bruce McLaren       |     |     |     |     | Ret | Ret | Ret |     |     |     |     |     | 13  | 7.  |
| 1967 | Eagle             | Climax L4 Weslake V12 | G    | Ludovico Scarfiotti |     |     |     |     |     |     |     |     | Ret |     |     |     | 13  | 7.  |
| 1967 | Castrol Oils Ltd. | Climax L4 Weslake V12 | G    | Al Pease            |     |     |     |     |     |     |     | NC  |     |     |     |     | 13  | 7.  |
| 1968 | Eagle             | Weslake V12           | G    |                     | JAR | ŠPA | MON | BEL | NIZ | FRA | VB  | NEM | ITA | KAN | ZDA | MEH | 0   | NC  |
| 1968 | Eagle             | Weslake V12           | G    | Dan Gurney          | Ret |     | Ret |     |     |     | Ret | 9   | Ret |     |     |     | 0   | NC  |
| 1968 | Castrol Oils Ltd. | Weslake V12           | G    | Al Pease            |     |     |     |     |     |     |     |     |     | DNS |     |     | 0   | NC  |
| 1969 | John Maryon       | Climax L4             | G    |                     | JAR | ŠPA | MON | NIZ | FRA | VB  | NEM | ITA | KAN | ZDA | MEH |     | 0   | NC  |
| 1969 | John Maryon       | Climax L4             | G    | Al Pease            |     |     |     |     |     |     |     |     | DSQ |     |     |     | 0   | NC  |